# Cryptus laeviusculus
Cryptus laeviusculus är en stekelart som först beskrevs av Maximilian Spinola 1851.  Cryptus laeviusculus ingår i släktet Cryptus och familjen brokparasitsteklar. Inga underarter finns listade i Catalogue of Life.